# صرخة الأطفال المرة
صرخة الأطفال المرة هو كتاب للكاتب الاشتراكي جون سبارغو ، وشُهِّر في الفترة التقدمية نُشر في عام 1906 ، يعرض ظروف العمل المروعة للأطفال العاملين . يناقش أعمال الأطفال الذين رآهم بعاطفة كبيرة حيث يقول: «يجلس الأولاد ساعة بعد ساعات ، يلتقطون قطع الأردواز و [القمامة] الأخرى. . . ذات مرة وقفت ... وحاولت القيام بالعمل الذي كان يقوم به صبي يبلغ من العمر اثني عشر عامًا يومًا بعد يوم ، لعشر ساعات متواصلة ، مقابل ستين سنتًا لليوم. [أزعجتني] ... الكآبة».

## روابط خارجية
- مقتطفات من الكتاب.